# Cella di reazione dinamica
La cella di reazione dinamica, comunemente indicata con la sigla DRC, dall'inglese dynamic reaction cell, è un tipo di camera di collisione collocata prima dell'analizzatore di una strumentazione ICP-MS, con lo scopo di eliminare le interferenze spettrali isobare, tipicamente causate da specie poliatomiche.  
La camera è equipaggiata di un quadrupolo (di dimensioni minori rispetto all'eventuale analizzatore di massa a quadrupolo che precede il rivelatore) e può essere riempita di un cosiddetto gas di reazione (o di collisione) costituito solitamente da ammoniaca, metano, ossigeno o idrogeno. Questi gas possono essere introdotti singolarmente o in miscela e reagiscono con l'analita. L'utilizzo dell'ammoniaca rappresenta la migliore soluzione per la maggior parte delle interferenze. Talvolta, quando si tratta di specifici isotopi, è necessario utilizzare altri gas per ottenere risultati migliori, o attuare una correzione matematica se nessun gas è in grado di fornire risultati ottimali.
I parametri che regolano la cella di reazione dinamica sono il voltaggio applicato al quadrupolo e il flusso gassoso del gas di reazione, che corrispondono rispettivamente al parametro "q" e al parametro "a" delle funzioni di Mathieu.
Questa tecnologia è stata introdotta dalla ditta PerkinElmer.